# پابلو دیاز (بازیکن فوتبال، زاده ۱۹۸۱)
پابلو دیاز (انگلیسی: Pablo Díaz؛ زادهٔ ۱۴ دسامبر ۱۹۸۱) بازیکن فوتبال اهل اسپانیا است.
از باشگاه‌هایی که در آن بازی کرده‌است می‌توان به باشگاه فوتبال رئال اویدو، باشگاه فوتبال رایو وایکانو، و باشگاه فوتبال اتلتیکو مادرید بی اشاره کرد.